# Wikicitat
Wikicitat este o sursă liberă de citate. Face parte dintr-o familie de proiecte bazate pe wiki conduse de Fundația Wikimedia folosind software-ul MediaWiki. Obiectivul proiectului este de a produce în colaborare o referință vastă de citate din oameni de seamă, cărți, filme, proverbe etc. și scrieri despre toate acestea. Site-ul își propune să fie cât mai exact posibil în ceea ce privește proveniența și proveniența citațiilor.
Inițial, proiectul a funcționat doar în limba engleză începând din iulie 2003, extinzându-se pentru a cuprinde și alte limbi în iulie 2004. În octombrie 2024, există site-uri Wikiquote active pentru 74 de limbi cuprinzând un total de 335.150 de articole și 1747 de editori activi.
Ediția în limba română a fost lansată în 2004 și de atunci sunt peste 500 pagini de citate scrise.